# جو دیویسون (بازیکن فوتبال زاده ۱۸۹۷)
جو دیویسون (انگلیسی: Joe Davison; ۶ ژوئیهٔ ۱۸۹۷ – ۱۹۶۵ (۶۷−۶۸ سال)) بازیکن فوتبال اهل بریتانیا بود.
از باشگاه‌هایی که در آن بازی کرده‌است می‌توان به باشگاه فوتبال واتفورد، باشگاه فوتبال میدلزبرو، و باشگاه فوتبال پورتسموث اشاره کرد.